# Demirtepe
Demirtepe es un barrio del distrito de Çankaya, y una estación de Ankaray, componente del transporte urbano de la ciudad de Ankara, Turquía. Se encuentra localizada entre Avenida Strazburg y Bulevar Gazi Mustafa Kemal en el distrito de Çankaya. Permite el acceso a varias edificaciones como la Autoridad en Tecnologías de la Información y la Comunicación (Bilgi Teknolojileri ve İletişim Kurumu), el Liceo Atatürk de Ankara, la Mezquita de Maltepe, la Dirección General del Banco Agrario Sede Tandoğan (Ziraat Bankası Genel Müdürlüğü-Tandoğan) y numerosos hoteles.